# Concursul Muzical Eurovision Junior 2024
Concursul Eurovision Junior 2024 a fost a 22-a ediție a Concursului Eurovision Junior, organizat de Uniunea Europeană de Radiodifuziune (EBU) și de postul gazdă de radiodifuziune Radiotelevisión Española (RTVE). Concursul a avut loc pe 16 noiembrie 2024 la Caja Mágica din Madrid, Spania, marcând prima dată când concursul a fost organizat în țară. Concursul a fost, de asemenea, primul din 2015 încoace care a avut loc sâmbăta.
Șaptesprezece țări au participat la concurs, Cipru și San Marino revenind după absențe de șase, respectiv opt ani, în timp ce Regatul Unit a ales să nu participe după ce a făcut-o în anul precedent.
Andria Putkaradze din Georgia a fost câștigătoarea concursului cu piesa „To My Mom”. Portugalia a câștigat votul publicului și a terminat pe locul al doilea, cea mai bună clasare a sa de până acum. Ucraina, Franța și Malta au completat primele cinci poziții.

## Locație

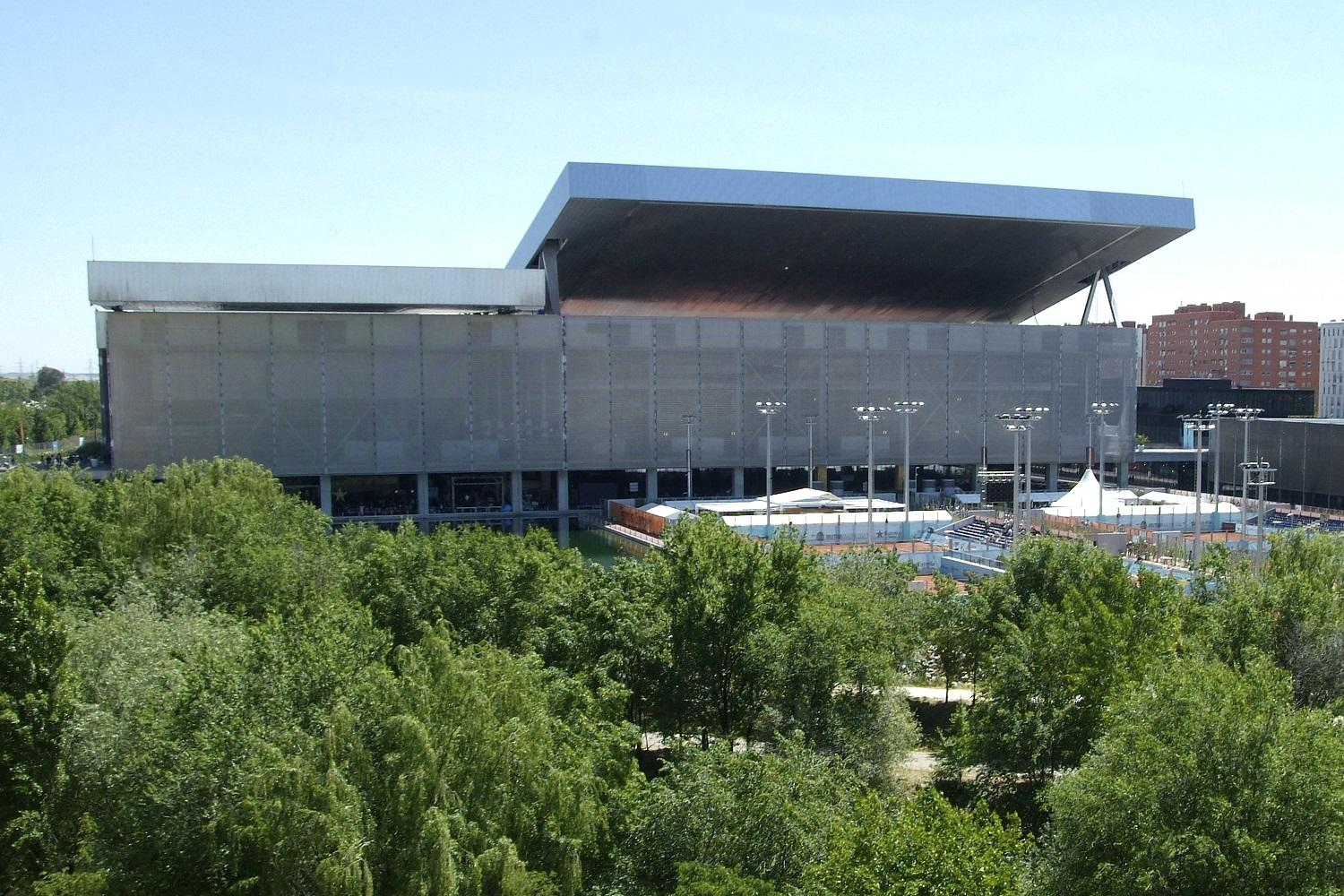
, gazda concursului din 2024

Spre deosebire de Concursul Eurovision, câștigătorul concursului Eurovision Junior din anul precedent nu primește automat dreptul de a găzdui următoarea ediție. Cu toate acestea, din Junior (cu excepțiile anilor Junior, Junior și Junior ) a devenit obișnuit ca câștigătorii să își asume sarcini de prezentare, iar din Junior, radiodifuzorul câștigător are drept de preemțiune în găzduirea următoarei competiții. În 2015, câștigătorul din 2014, postul italian de radio RAI, a primit acest drept, dar în cele din urmă a renunțat la el. 
Pe 27 noiembrie 2023, după victoria sa în Junior de pe teritoriul său, postul francez de radiodifuziune France Télévisions a anunțat că vor fi purtate discuții cu EBU cu privire la găzduirea concursului din 2024, deoarece mai multe țări și-au exprimat interesul în acest sens și nu dorea un „monopol francez asupra Eurovision Junior”, găzduind deja evenimentul de două ori într-o perioadă de trei ani;  În cele din urmă, a optat să nu găzduiască în 2024. Emițătorul spaniol Radiotelevisión Española⁠(d) (RTVE), care terminase pe locul al doilea în concursul din 2023, a fost anunțată gazda pentru 2024 pe 14 februarie 2024,  împreună cu Caja Mágica⁠(d) la Madrid, anunțată ca locație pe 10 mai 2024.  Aceasta a marcat prima dată când concursul a fost organizat în țară.

### Faza de licitație și selecția orașului gazdă
După confirmarea Spaniei ca țară gazdă pentru 2024, Generalitat Valenciana⁠(d) a anunțat că va candida pentru a găzdui concursul într-un oraș din Comunitatea Valenciană ; din 2022, comunitatea autonomă a găzduit Benidorm Fest, finala națională spaniolă pentru Concursul Muzical Eurovision.  Primarul Barcelonei, Jaume Collboni, și-a exprimat interesul de a găzdui evenimentul în oraș,  urmat de primarul Málaga, Francisco de la Torre .  Madrid, Granada și Zaragoza și-au anunțat, de asemenea, disponibilitatea de a găzdui competiția.   es, șeful delegației spaniole pentru concurs, a declarat că postul de radio a primit mai multe oferte după anunțul țării gazdă și că o decizie va fi luată în următoarele săptămâni.  Se pare că Valencia, Barcelona, Málaga, Granada și Zaragoza au depus o ofertă oficială până la mijlocul lunii martie 2024.   La scurt timp însă, Zaragoza și-a anunțat retragerea din cauza indisponibilității locului de desfășurare a vizitei de evaluare.  La mijlocul lunii aprilie, Barcelona a fost raportată neoficial ca fiind în prim-planul procesului de selecție, Palau Sant Jordi⁠(d) fiind... considerat ca potențial loc de desfășurare,  dar până la sfârșitul lunii orașul s-a retras din cursă din cauza lipsei unui loc adecvat disponibil pentru sfârșitul anului 2024.  
RTVE și EBU au programat o conferință de presă la Malmömässan⁠(d) la Malmö, pe 10 mai 2024, în timpul [[Concursul Muzical Eurovision 2024|]], unde orașul gazdă ales a fost Madrid, cu Caja Mágica ca locație selectată.   

## Participanți
Pe 3 septembrie 2024, EBU a anunțat că 17 țări vor participa la concursul din 2024. Cipru a revenit în competiție după o absență de șase ani, în timp ce San Marino a făcut-o după o absență de opt ani, în ciuda faptului că inițial confirmase neparticiparea. Între timp, Regatul Unit a ales să nu participe, după ce a făcut acest lucru în ultimii doi ani. 
Înainte de concurs, Uniunea Europeană de Radiodifuziune a realizat o compilație digitală cu toate melodiile din concursul din 2024 și a fost lansată de Universal Music pe 1 noiembrie 2024. 
| Country           | Broadcaster        | Artist                                                                         | Song                   | Language            | Songwriter(s) | Ref.   |
| ----------------- | ------------------ | ------------------------------------------------------------------------------ | ---------------------- | ------------------- | --- | ------ |
| Albania           | RTSH               | Nikol Çabeli                                                                   | "Vallëzoj"             | Albanian            | Endri Muçaj Eriona Rushiti | [ 20 ] |
| Armenia           | AMPTV              | Leo                                                                            | "Cosmic Friend"        | Armenian, English   | Maléna Tokionine Vahram Petrosyan | [ 21 ] |
| Cipru             | CyBC               | Maria Pissarides                                                               | "Crystal Waters"       | Greek, English      | Armin Gilani Maria Pissarides Sophia Patsalides ⁠( d )                                                                                               | [ 22 ] |
| Estonia           | ERR                | Annabelle                                                                      | "Tänavad"              | Estonian            | Sven Lõhmus | [ 23 ] |
| Franța            | France Télévisions | fr                                                                             | "fr"                   | French              | Malory Legardinier ⁠( d ) fr | [ 24 ] |
| Georgia           | GPB                | Andria Putkaradze                                                              | "To My Mom"            | Georgian            | Giga Kukhianidze Maka Davitaia | [ 25 ] |
| Germania          | Kika/NDR           | Bjarne                                                                         | "Save the Best for Us" | German, English     | Ignacio Uriarte ⁠( d ) Kai Oliver Krug Thomas Meilstrup ⁠( d )                                                                                        | [ 26 ] |
| Irlanda           | TG4                | Enya Cox Dempsey                                                               | "Le chéile"            | Irish               | Ian James White Laoise Ní Nualláin Nicky Brennan | [ 27 ] |
| Italia            | RAI                | Simone Grande                                                                  | "Pigiama party"        | Italian, English    | Alex Uhlmann ⁠( d ) it ⁠ ( Luca Mattioni ) [ Mattioni&page=it&targettitle=it traduceți ] Pablo Meneguzzo                                              | [ 28 ] |
| Malta             | PBS                | Ramires Sciberras                                                              | "Stilla ċkejkna"       | Maltese             | Aleandro Spiteri Monseigneur Lon Kirkop ⁠( d ) Peter Borg                                                                                            | [ 29 ] |
| Țările de Jos     | AVROTROS           | nl⁠(Stay Tuned (group))[Tuned (group)&page=Stay+Tuned&targettitle=nl traduceți] | "Music"                | Dutch, English      | nl ⁠ ( Wudstik ) [ traduceți ] Willem Laseroms | [ 30 ] |
| Macedonia de Nord | MRT                | Ana and Aleksej                                                                | "Marathon"             | Macedonian, English | Lazar Cvetkoski Magdalena Cvetkovska | [ 31 ] |
| Polonia           | TVP                | Dominik Arim                                                                   | "All Together"         | Polish, English     | pl ⁠ ( Aldona Dąbrowska ) [ Dąbrowska&page=pl&targettitle=pl traduceți ] pl ⁠ ( Sławomir Sokołowski ) [ Sokołowski&page=pl&targettitle=pl traduceți ] | [ 32 ] |
| Portugalia        | RTP                | Victoria Nicole                                                                | "Esperança"            | Portuguese, Spanish | Victoria Nicole | [ 33 ] |
| San Marino        | SMRTV              | Idols SM                                                                       | "Come noi⁠(d)"          | Italian             | Francesco Sancisi ⁠( d ) Nicola Della Valle ⁠( d ) Paolo Macina ⁠( d )                                                                                 | [ 34 ] |
| Spania            | RTVE               | Chloe DelaRosa                                                                 | "Como la Lola"         | Spanish             | Alejandro Martínez Chloe DelaRosa David Parejo Luis Ramiro ⁠( d )                                                                                    | [ 35 ] |
| Ucraina           | Suspilne           | Artem Kotenko                                                                  | "Hear Me Now"          | Ukrainian, English  | Svitlana Tarabarova | [ 36 ] |

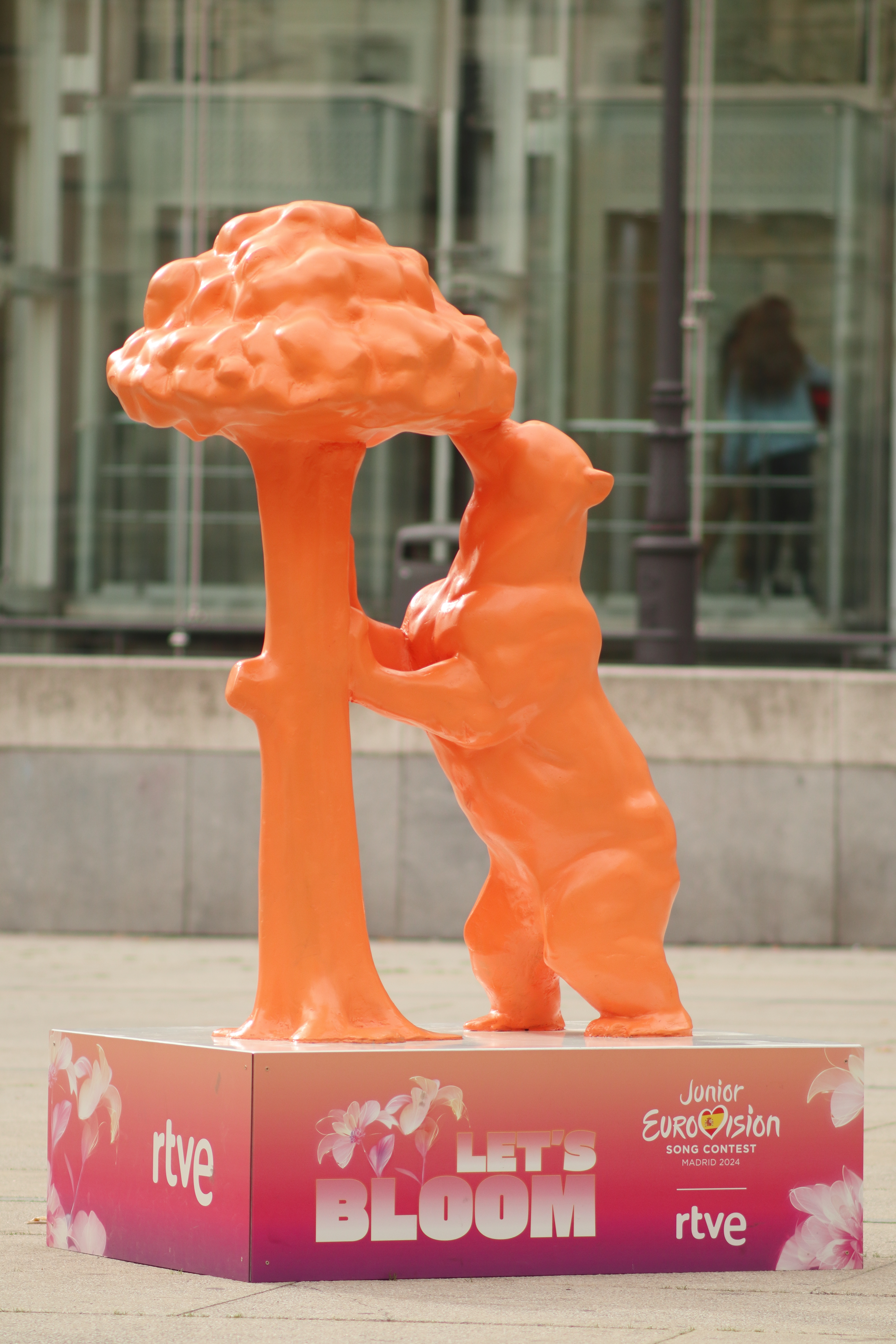
O replică a Statuii Ursului și Căpșunului din Madrid, cu designul grafic al concursului din 2024

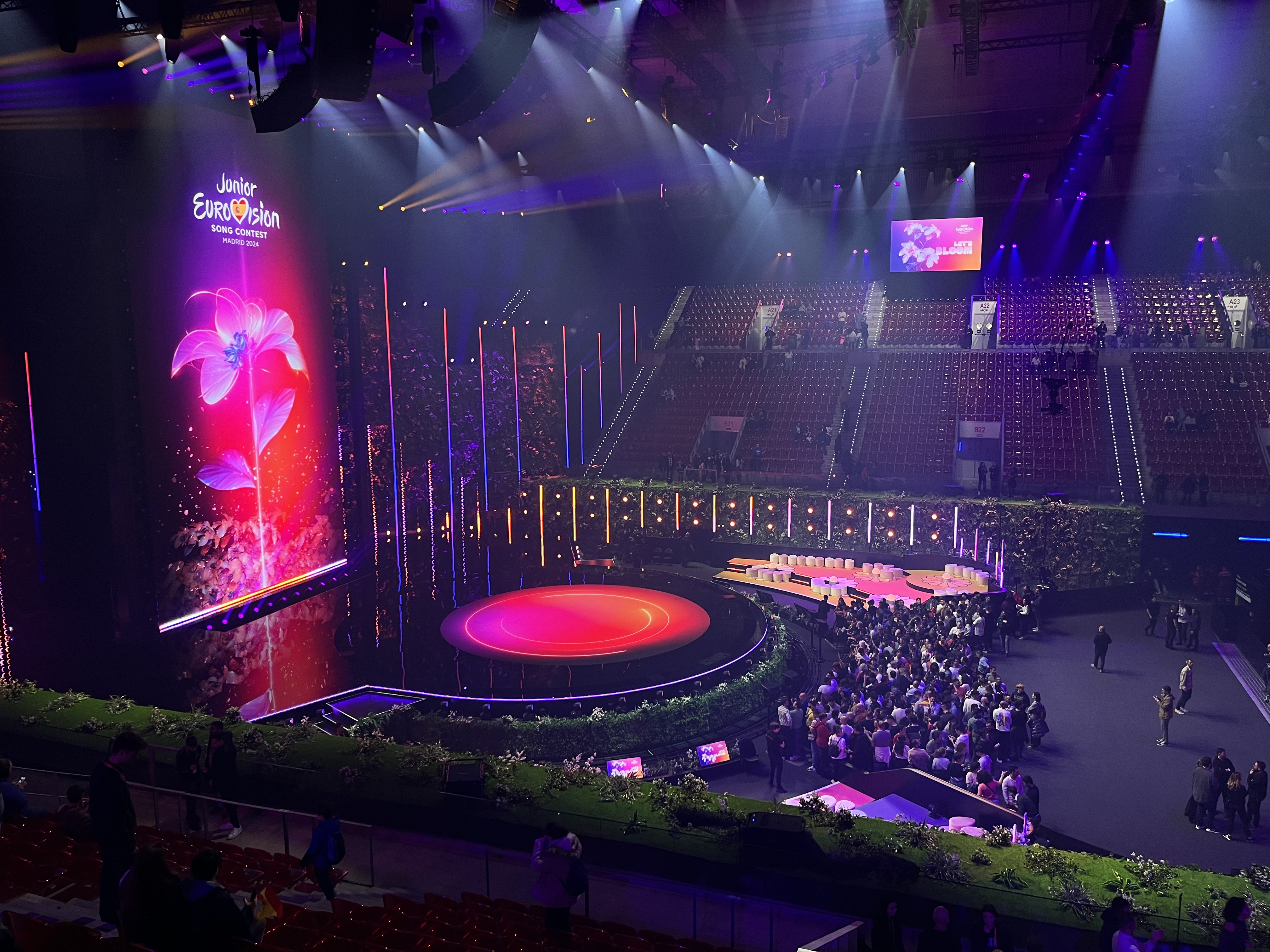
Scena Eurovision Junior 2024

Pe 3 septembrie 2024, odată cu lista țărilor participante, RTVE și EBU au dezvăluit tema artistică și sloganul concursului din 2024, „Să înflorim”, precum și scenografia. Tema artistică prezintă imaginea unei flori înflorite, care „face referire la înflorirea tinerilor artiști”. 
Ruth Lorenzo, Marc Clotet și Melani García au fost dezvăluiți pe 12 septembrie 2024 ca prezentatori ai emisiunii. Lorenzo a reprezentat Spania la Concursul Muzical Eurovision 2014 și a găzduit Benidorm Fest 2024, în timp ce García a reprezentat Spania la Concursul Muzical Eurovision Junior 2019. 
Concurenții au fost prezentați în videoclipuri de prezentare „de carte poștală”, în care desfășurau activități intercalate cu filmări generate de inteligență artificială (IA) cu ei înșiși în diverse scenarii imaginare.   Implementarea elementelor de inteligență artificială a fost întâmpinată cu critici din partea fanilor și a instituțiilor media.   
Prezentarea voturilor juriului a fost modificată suplimentar pentru 2024. Spre deosebire de anii precedenți, în care tabela de marcaj era dispusă vertical în ordine descrescătoare, tabela de marcaj din acest an a fost dispusă orizontal, fiecare țară având poziția fixă în funcție de ordinea de desfășurare și o bară de scor cu care să completeze punctele. Prezentatorii au anunțat numărul de puncte primite de fiecare țară conform unei scale de la 1 la 10; de exemplu, fiecărei țări i se arată numărul de țări care i-au acordat 1 punct, 2 puncte și așa mai departe. Cele 12 puncte erau totuși anunțate de un purtător de cuvânt numit de fiecare țară, însă segmentele lor erau preînregistrate în loc să fie transmise în direct.  Producător executiv es a declarat că acest lucru s-a datorat faptului că intervalul orar de sâmbătă i-a obligat pe producători să limiteze emisiunea la două ore și, de asemenea, pentru a evita stresul participanților. 

## Prezentare generală a concursului
Evenimentul a avut loc pe 16 noiembrie 2024, la ora 18:00 CET. Șaptesprezece țări au participat, ordinea de desfășurare fiind publicată pe 10 octombrie.  Toate țările participante la concurs au fost eligibile să voteze prin votul juriului, precum și țările participante și neparticipante în cadrul unui vot online internațional agregat. 
Deschiderea spectacolului a inclus parada tradițională a drapelului, acompaniată de toți participanții care au interpretat cântecul comun „Să înflorim” alături de câștigătoarea Junior María Isabel, câștigătoarea Junior , Zoé Clauzure, și Sandra Valero, câștigătoarea concursului. Numărul de pauza a inclus un număr de dans intitulat „Timpul pentru a înflori”, interpretat de actrița Anastasia Russo es și coregrafiat de Borja Rueda și Abraham Mateo interpretând o versiune a lui " Maniac " intitulată " Maníaca „. 
| R/O | Country           | Artist            | Song                   | Points | Place |
| --- | ----------------- | ----------------- | ---------------------- | ------ | ----- |
| 1   | Italia            | Simone Grande     | "Pigiama party"        | 98     | 9     |
| 2   | Estonia           | Annabelle         | "Tänavad"              | 55     | 14    |
| 3   | Albania           | Nikol Çabeli      | "Vallëzoj"             | 126    | 7     |
| 4   | Armenia           | Leo               | "Cosmic Friend"        | 125    | 8     |
| 5   | Cipru             | Maria Pissarides  | "Crystal Waters"       | 60     | 13    |
| 6   | Franța            | Titouan           | "Comme ci comme ça"    | 177    | 4     |
| 7   | Macedonia de Nord | Ana and Aleksej   | "Marathon"             | 54     | 16    |
| 8   | Polonia           | Dominik Arim      | "All Together"         | 61     | 12    |
| 9   | Georgia           | Andria Putkaradze | "To My Mom"            | 239    | 1     |
| 10  | Spania            | Chloe DelaRosa    | "Como la Lola"         | 144    | 6     |
| 11  | Germania          | Bjarne            | "Save the Best for Us" | 71     | 11    |
| 12  | Țările de Jos     | Stay Tuned        | "Music"                | 91     | 10    |
| 13  | San Marino        | Idols SM          | "Come noi⁠(d)"          | 47     | 17    |
| 14  | Ucraina           | Artem Kotenko     | "Hear Me Now"          | 203    | 3     |
| 15  | Portugalia        | Victoria Nicole   | "Esperança"            | 213    | 2     |
| 16  | Irlanda           | Enya Cox Dempsey  | "Le chéile"            | 55     | 15    |
| 17  | Malta             | Ramires Sciberras | "Stilla ċkejkna"       | 153    | 5     |